# Août 1955

## Évènements
- 1er août : premier vol de l'avion espion américain Lockheed U-2.
- 4 août : fin de la Première Conférence générale de l’épiscopat latino-américain et caribéen à Rio de Janeiro au Brésil, commencée le 25 juillet, réclamée par le pape Pie XII, qui débouchera sur la création du Conseil épiscopal latino-américain (CELAM).
- 8 août : ouverture à Genève d'une conférence sur l'utilisation pacifique de l'énergie atomique.
- 13 août : inauguration de la Chaussée de Canso qui relie la partie continentale de la Nouvelle-Écosse à l'île du Cap Breton.
- 18 août :
  - Début de la guerre des Anyanya, guerre civile au Soudan entre populations noires animistes et chrétiennes au sud et celles du nord, arabes et musulmanes (fin le 12 mars 1972)[1].
  - Rupture des relations diplomatiques entre l'Inde et le Portugal à la suite d'une tentative d'invasion pacifique de Goa par des nationalistes réprimée par les Portugais[2].
- 20 août : 
  - massacre d’Oued Zem au Maroc. Des attentats provoquent la démission du résident général dont le plan de réforme n’a pas été accepté. Edgar Faure négocie avec toutes les tendances politiques.
  - vague d'attentats et de massacres dans le Constantinois.
  - Nouveau record du monde de vitesse établi à 1 323 km/h par un North American F-100 Super Sabre piloté par le colonel Hanes[3].
- 21 août : rencontre de Kelly-Hopkinsville.
- 24 août, France : rappel des réservistes pour l'Algérie.
- 28 août : assassinat d'Emmett Till.
- 29 août : Walter F. Gibb établit un nouveau record d'altitude à 20 083 m sur English Electric Canberra[4].

## Naissances
- 2 août : Muriel Robin, comédienne et humoriste française.
- 3 août : Florence Klein, journaliste et présentatrice de télévision française.
- 4 août :
  - Andrew M. Allen, astronaute américain.
  - Charles D. Gemar, astronaute américain.
  - Piers McDonald, syndicaliste et premier ministre du yukon.
- 9 août : Maud Olofsson, femme politique suédoise, ministre et vice-premier ministre du gouvernement de Suède.
- 19 août : Patricia Scotland, Ancienne Procureur général pour l'Angleterre et le pays de Galles.
- 23 août : 
  - Morenito de Maracay (José Nelo Almidiciana), matador vénézuélien.
  - Valentina Petrenko, femme politique russe.
- 24 août : Louis Bertholom,poète, diseur (Bretagne) français.

## Décès
- 7 août : Alexander Stirling MacMillan, premier ministre de Nouvelle-Écosse.
- 12 août : Thomas Mann, écrivain allemand, prix Nobel de littérature.
- 17 août : Fernand Léger, peintre français.
- 31 août : Willi Baumeister, peintre et typographe allemand (° 22 janvier 1889).